# Power Windows Tour
Power Windows Tour è l'undicesimo tour ufficiale della band canadese Rush. Il tour è formato da 2 parti: il Power Windows Warm-Up Tour, ed il Power Windows Tour effettivo.

## Power Windows Warm-Up Tour

### Storia
Con il Power Windows Warm-Up Tour i Rush effettuano per l'ultima volta nella loro storia un breve tour di riscaldamento prima di iniziare le registrazioni di nuovo materiale in studio. I concerti, 5 date in Florida senza alcun gruppo di supporto, permettono alla band di testare alcuni brani inediti e di provare altro nuovo materiale durante il soundcheck.
Durata approssimativa dello show: 120/130 minuti.
Il Power Windows Warm-Up Tour è stato soprannominato dalla band "Second Tour of the Nadars".

### Scaletta
La scaletta per questo mini tour è molto simile a quella del Grace Under Pressure Tour. Uniche modifiche: vengono inserite, al posto di Kid Gloves, versioni ancora non definitive di The Big Money e di Middletown Dreams.
- Introduzione (tema di "The Three Stooges")
- The Spirit of Radio
- Subdivisions
- The Body Electric
- The Enemy Within (part I of Fear)
- The Weapon (part II of Fear)
- Witch Hunt (part III of Fear)
- The Big Money (brano ancora inedito)
- New World Man
- Between the Wheels
- Red Barchetta
- Distant Early Warning
- Red Sector A
- Closer to the Heart
- Middletown Dreams (brano ancora inedito)
- YYZ
- 2112 (The Temples of Syrinx)
- Tom Sawyer
- bis: Red Lenses / assolo di batteria / Red Lenses
- bis: Vital Signs
- bis: Finding My Way
- bis: In The Mood

## Power Windows Tour

### Storia
Serie di 71 concerti (di cui due annullati) in Canada e Stati Uniti d'America a sostegno del nuovo album Power Windows. I preparativi per questo tour sono molto lunghi ed impegnativi, soprattutto a causa delle difficoltà riscontrate nella gestione delle molte apparecchiature elettroniche: ed in effetti in più di una occasione durante gli show verranno commessi errori proprio legati alla gestione di sequencer e campionatori.
L'impatto scenografico in questo tour viene migliorato grazie all'impiego di illuminazione elettronica.
Artisti di supporto ai Rush nel corso del tour: Steve Morse, i Marillion, gli FM, i Fabulous Thunderbirds, i Blue Öyster Cult. Ai concerti presenziano complessivamente 743.254 spettatori.
Durata approssimativa dello show: 120/130 minuti.
Come sempre, anche per il Power Windows Tour viene realizzato il Tourbook, libretto contenente informazioni scritte dal paroliere Peart riguardanti la genesi del nuovo album, fotografie, informazioni sullo staff impegnato nel corso del tour, la discografia completa e schede sui singoli componenti del gruppo; come già accaduto nel caso di Lifeson dal tourbook di Signals, a partire dal Power Windows Tourbook anche la scheda di Geddy Lee, anziché descrivere l'equipaggiamento utilizzato, diventa un testo umoristico, surreale ed ironico.

### Scaletta
Durante le prime date del tour la scaletta deve ancora esser completamente messa a punto e pertanto subisce alcuni aggiustamenti: solo nelle prime due date Territories è seguita da The Weapon; solo nella seconda serata dopo The Weapon viene eseguita Witch Hunt; The Weapon viene poi definitivamente abbandonata a partire dalla terza data. Dalla sesta serata Witch Hunt viene spostata in scaletta e posizionata dopo Middletown Dreams. Infine nell'ultima parte del tour, a partire dal 23 aprile, New World Man viene esclusa dalla setlist.
- Introduzione (tema di "The Three Stooges")
- The Spirit of Radio
- Limelight
- The Big Money
- New World Man (esclusa dalla setlist dal 23 aprile)
- Subdivisions
- Manhattan Project
- Middletown Dreams
- Witch Hunt (part III of Fear) (non eseguita nella prima data; solo nella data del 5 dicembre eseguita dopo Territories e The Weapon. In questa posizione, cioè dopo Middletown Dreams, a partire dal 12 dicembre 1985)
- Red Sector A
- Closer to the Heart
- Marathon
- The Trees
- Mystic Rhythms
- Distant Early Warning
- Territories
- The Weapon (part II of Fear) (solo le prime due date)
- YYZ
- Assolo di batteria
- Red Lenses
- Tom Sawyer
- bis: 2112 (Overture e The Temples of Syrinx)
- bis: Grand Designs
- bis: In The Mood

## Formazione
- Geddy Lee – basso elettrico, voce, tastiere, bass pedals
- Alex Lifeson – chitarra elettrica, chitarra acustica, bass pedals, cori
- Neil Peart – batteria, percussioni, percussioni elettroniche

## Date
Calendario completo del tour
| Prima Leg (Power Windows Warm-Up Tour) |                 |        |                                |                                   |
| Data                                   | Città           | Paese  | Luogo                          | Note                              |
| 10 marzo 1985                          | Lakeland        | USA    | Civic Center                   | data di prova                     |
| 11 marzo 1985                          | Lakeland        | USA    | Civic Center                   |                                   |
| 12 marzo 1985                          | Lakeland        | USA    | Civic Center                   |                                   |
| 14 marzo 1985                          | Fort Myers      | USA    | Lee Civic Center               |                                   |
| 15 marzo 1985                          | Hollywood       | USA    | Hollywood Sportatorium         |                                   |
| Seconda Leg (Power Windows Tour)       |                 |        |                                |                                   |
| Data                                   | Città           | Paese  | Luogo                          | Note                              |
| 4 dicembre 1985                        | Portland        | USA    | Cumberland County Civic Center |                                   |
| 5 dicembre 1985                        | Providence      | USA    | Civic Center                   |                                   |
| 7 dicembre 1985                        | New Haven       | USA    | New Haven Coliseum             |                                   |
| 8 dicembre 1985                        | Hartford        | USA    | Civic Center                   |                                   |
| 10 dicembre 1985                       | Rochester       | USA    | War Memorial                   |                                   |
| 12 dicembre 1985                       | Worcester       | USA    | The Centrum                    |                                   |
| 13 dicembre 1985                       | Worcester       | USA    | The Centrum                    |                                   |
| 15 dicembre 1985                       | Richmond        | USA    | Richmond Coliseum              |                                   |
| 16 dicembre 1985                       | Largo           | USA    | Capital Centre                 |                                   |
| 18 dicembre 1985                       | Pittsburgh      | USA    | Civic Arena                    |                                   |
| 19 dicembre 1985                       | Richfield       | USA    | Richfield Coliseum             |                                   |
| 9 gennaio 1986                         | Pensacola       | USA    | Pensacola Civic Center         |                                   |
| 10 gennaio 1986                        | Lafayette       | USA    | Cajundome                      |                                   |
| 12 gennaio 1986                        | Dallas          | USA    | Reunion Arena                  |                                   |
| 13 gennaio 1986                        | Dallas          | USA    | Reunion Arena                  |                                   |
| 15 gennaio 1986                        | Houston         | USA    | The Summit                     |                                   |
| 16 gennaio 1986                        | Houston         | USA    | The Summit                     |                                   |
| 18 gennaio 1986                        | Austin          | USA    | Erwin Special Events Center    |                                   |
| 19 gennaio 1986                        | San Antonio     | USA    | Convention Center Arena        |                                   |
| 30 gennaio 1986                        | San Francisco   | USA    | Cow Palace                     |                                   |
| 31 gennaio 1986                        | Oakland         | USA    | Oakland Coliseum               |                                   |
| 2 febbraio 1986                        | Las Vegas       | USA    | Thomas & Mack Center           |                                   |
| 3 febbraio 1986                        | San Diego       | USA    | Sports Arena                   |                                   |
| 5 febbraio 1986                        | Los Angeles     | USA    | Great Western Forum            |                                   |
| 6 febbraio 1986                        | Los Angeles     | USA    | Great Western Forum            |                                   |
| 8 febbraio 1986                        | Phoenix         | USA    | Veterans Memorial Coliseum     |                                   |
| 10 febbraio 1986                       | Tucson          | USA    | Community Center               |                                   |
| 12 febbraio 1986                       | Albuquerque     | USA    | Tingley Coliseum               |                                   |
| 14 febbraio 1986                       | Denver          | USA    | McNichol's Arena               |                                   |
| 27 febbraio 1986                       | Buffalo         | USA    | Memorial Auditorium            |                                   |
| 28 febbraio 1986                       | Hamilton        | Canada | Copps Coliseum                 |                                   |
| 1º marzo 1986                          | Ottawa          | Canada | Civic Center                   |                                   |
| 3 marzo 1986                           | Québec          | Canada | The Coliseum                   |                                   |
| 4 marzo 1986                           | Montréal        | Canada | The Forum                      |                                   |
| 6 marzo 1986                           | Toronto         | Canada | Maple Leaf Gardens             |                                   |
| 7 marzo 1986                           | Toronto         | Canada | Maple Leaf Gardens             |                                   |
| 20 marzo 1986                          | Indianapolis    | USA    | Market Square Arena            |                                   |
| 21 marzo 1986                          | Rosemont        | USA    | Rosemont Horizon               |                                   |
| 22 marzo 1986                          | Rosemont        | USA    | Rosemont Horizon               |                                   |
| 24 marzo 1986                          | Milwaukee       | USA    | Mecca Arena                    |                                   |
| 25 marzo 1986                          | Saint Paul      | USA    | Civic Center                   |                                   |
| 28 marzo 1986                          | Detroit         | USA    | Joe Louis Arena                |                                   |
| 29 marzo 1986                          | Cincinnati      | USA    | Riverfront Coliseum            |                                   |
| 31 marzo 1986                          | East Rutherford | USA    | Meadowlands Arena              | registrazioni per A Show of Hands |
| 1º aprile 1986                         | East Rutherford | USA    | Meadowlands Arena              | registrazioni per A Show of Hands |
| 3 aprile 1986                          | Springfield     | USA    | Civic Center                   |                                   |
| 4 aprile 1986                          | Uniondale       | USA    | Nassau Coliseum                |                                   |
| 13 aprile 1986                         | Binghamton      | USA    | Broom County Arena             |                                   |
| 14 aprile 1986                         | Filadelfia      | USA    | The Spectrum                   |                                   |
| 16 aprile 1986                         | Filadelfia      | USA    | The Spectrum                   |                                   |
| 17 aprile 1986                         | Baltimora       | USA    | Baltimore Civic Center         |                                   |
| 19 aprile 1986                         | Hampton         | USA    | Hampton Coliseum               |                                   |
| 20 aprile 1986                         | Charlotte       | USA    | Charlotte Coliseum             |                                   |
| 22 aprile 1986                         | Greensboro      | USA    | Greensboro Coliseum            |                                   |
| 23 aprile 1986                         | Augusta         | USA    | Augusta Civic Center           |                                   |
| 25 aprile 1986                         | Atlanta         | USA    | The Omni                       |                                   |
| 26 aprile 1986                         | Birmingham      | USA    | Jefferson Civic Center         |                                   |
| 28 aprile 1986                         | St. Louis       | USA    | The Arena                      |                                   |
| 29 aprile 1986                         | Kansas City     | USA    | Kemper Arena                   |                                   |
| 1º maggio 1986                         | Oklahoma City   | USA    | The Myriad                     |                                   |
| 2 maggio 1986                          | Wichita         | USA    | Kansas Coliseum                |                                   |
| 11 maggio 1986                         | Winnipeg        | Canada |                                | data cancellata                   |
| 12 maggio 1986                         | Salt Lake City  | USA    | Salt Palace Center             |                                   |
| 14 maggio 1986                         | Edmonton        | Canada | Northlands Coliseum            | cancellata per bufera             |
| 15 maggio 1986                         | Calgary         | Canada | The Olympic Saddledome         |                                   |
| 17 maggio 1986                         | Vancouver       | Canada | Pacific Coliseum               |                                   |
| 19 maggio 1986                         | Portland        | USA    | Memorial Coliseum              |                                   |
| 21 maggio 1986                         | Seattle         | USA    | Seattle Center Coliseum        |                                   |
| 24 maggio 1986                         | Sacramento      | USA    | Cal Expo                       |                                   |
| 25 maggio 1986                         | Costa Mesa      | USA    | Pacific Amphitheater           |                                   |
| 26 maggio 1986                         | Costa Mesa      | USA    | Pacific Amphitheater           |                                   |

## Documentazione
Riguardo al Power Windows Tour sono reperibili le seguenti testimonianze audio e cartacee:
- A Show of Hands, album live del 1989, tracce Mystic Rhythms e Witch Hunt.
- Power Windows Tourbook.